# Прапор Скоп'є
Прапор міста Скоп'є — один з офіційних символів столиці Македонії.

## Опис прапора
Прапор Скоп'є червоного кольору, а в його лівій верхній четвертині розташований герб міста, який має жовтий колір. Проте, сам герб відрізняється від герба, що на прапорі. Зокрема, у тому що на прапорі, річка має хвилі та немає цеглин на мості, як це на звичайному гербі.